# И-190
И-190 — биплан конструкции Н. Н. Поликарпова, глубокая модификация серийно выпускавшегося биплана И-153.

## История создания
Существовавшая в СССР в конце 1930-х гг. концепция ведения воздушного боя предполагала наличие скоростных монопланов (основной самолёт), которые должны были дополнять маневренные бипланы, двухместные истребители и тяжёлые двухмоторные истребители. В соответствии с этими соображениями КБ Поликарпова, в начале января 1938 г. получило задание ВВС на создание маневренного биплана. Из за загруженности КБ другими разработками приступить к проектированию И-190 удалось лишь осенью 1938 г. Более серьёзно заниматься самолетом стали в феврале 1939 г. после третьей макетной комиссии. Первый экземпляр И-190 был изготовлен на Государственном авиационном заводе № 1 (ГАЗ № 1) в октябре 1939 г.

### Испытания и доработки
15 декабря 1939 г. старший лётчик-испытатель завода № 1 Александр Иванович Жуков начал выполнять пробежки и подлёты, а 30 декабря 1939 г. выполнил первый полёт на самолёте. В ходе испытаний на И-190 также летали А.В. Давыдов, П.Е. Логинов, Е.Г. Уляхин. На самолете был установлен опытный двигатель М-88БРЛ (безредукторный, мощностью 1100 л.с.), который тоже проходил испытания. В процессе испытаний несколько раз устанавливались разные воздушные винты: АВ-2Л-2 , АВ-2Л3 (диаметром 2,65 м) и АВ-2Л1 (2,75 м). Первый этап испытаний был закончен 6 июня. С винтом АВ-2Л-2 были получены следующие результаты: скорость у земли 375 км/ч, на высоте 5000 м — 410 км/ч, что ниже, чем скорость у И-153. Улучшить скоростные характеристики машины надеялись, установкой на неё двигателя М-88Р и ВМГ от И-180. Результаты испытаний этого варианта И-190 показали: 420 км/ч у земли и 488 км/ч на высоте 6000 м, потолок — 12400 м. Такие характеристики не устраивали заказчика и самолёт в серийное производство запускать не стали.

#### Аварии

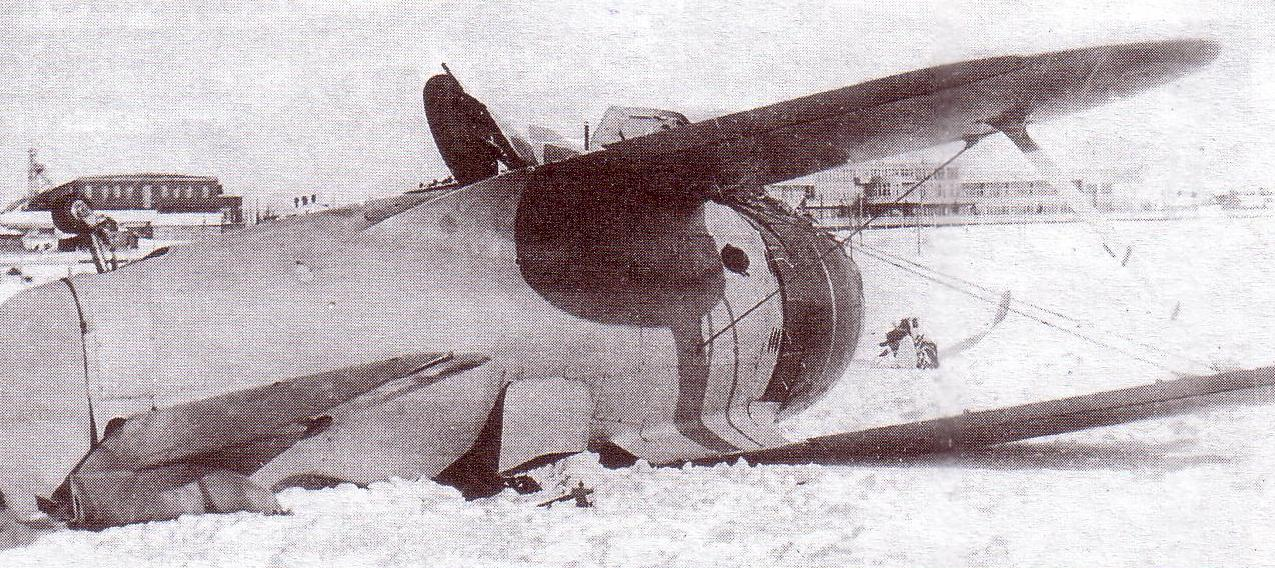
И-190 после аварии 13 февраля 1941 г.

- 1 апреля 1940 г. На И-190, пилотируемом А.В. Давыдовым, при заходе на посадку не до конца вышла правая стойка шасси. Пилот справился с аварийной посадкой, и повреждения самолёта оказались незначительными. После непродолжительного ремонта заводские испытания продолжились.
- В одном из полётов сорвало часть обшивки верхнего крыла, но это не привело к более значительной аварии.
- 13 февраля 1941 г. На самолёте, пилотируемом Е.Г. Уляхиным, отказал двигатель М-88Р. Пилот совершил вынужденную посадку в глубокий снег на Тушинском аэродроме. И-190, не оборудованный лыжным шасси, скапотировал и получил повреждения, Е.Г. Уляхин не пострадал. После этой аварии самолёт восстанавливать не стали.

## Варианты
- И-190 в процессе испытаний на самолёте устанавливался сначала двигатель М-88БРЛ, а затем М-88Р . Варианты внешне отличались коком винта и удлинённым фюзеляжем.
- И-191 — так иногда называли второй экземпляр И-190. Его планировалось оснастить двумя турбокомпрессорами ТК-1, что предполагало увеличение скорости — 530 км/ч на высоте 10500 м. Постройку самолёта начали на заводе № 1. Однако турбокомпрессоры довести не удалось, и в начале 1941 г постройка машины была прекращена.
- И-190 с М-56 — рассматривался вариант самолёта с малогабаритным мотором М-56 конструкции Е. В. Урмина мощностью 850 л.с. (форсированый вариант — 1000л.с.), весом 450 кг, диаметром всего 1130 мм. (М-88 — 684 кг, диаметр 1296 мм). По расчётам характеристики истребителя с М-56, возрастали, но доводка двигателя затянулась до самой войны.

## Конструкция[1]

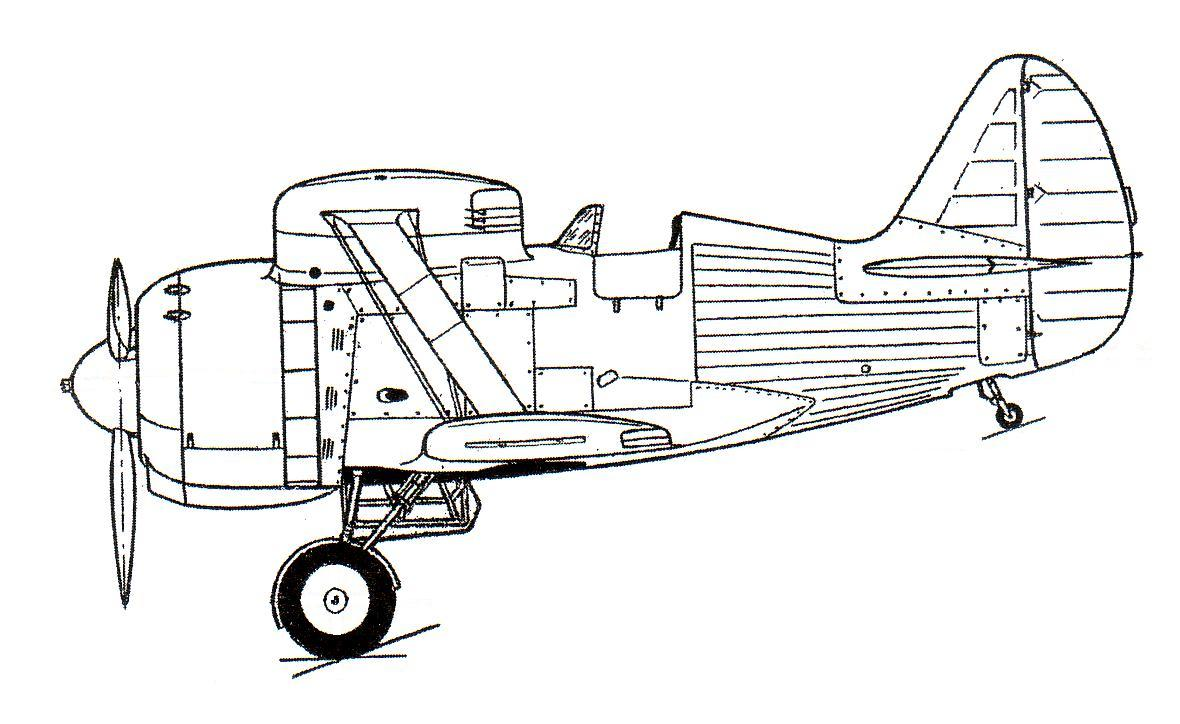
Левая проекция И-190 с двигателем М-88БРЛ.

Конструктивно И-190 подобен И-153, что позволяло использовать в производстве его технологическую оснастку. Самолёт имел фюзеляж ферменной конструкции, до кабины дюралевую обшивку, полотняную в хвостовой части. 
Крылья двухлонжеронные, цельнодеревянные с фанерной обшивкой толщиной 1,5 мм. Бипланная коробка связана стойками и расчалена расчалками. Верхнее и нижнее крылья снабжены элеронами. Сверху вся поверхность крыльев обклеивалась полотном, после чего покрывалась несколькими слоями аэролака и полировалась.
Шасси убираемое с колёсами 700×150 мм. Хвостовой костыль - литое резиновое колесо, убираемое в полете.
Хвостовое оперение свободнонесущее, предусматривалась возможность установки расчалок между килем и стабилизатором.
Силовая установка - двухрядный  четырнадцатицилиндровый двигатель воздушного охлаждения М-88, мощностью 1100 л.с. Капот оснащался регулируемыми створками охлаждения типа «юбка», коллектор отработанных газов состоял из двух половин, выхлопные парубки по одному с каждого борта. За капотом двигателя, на правом борту, устанавливался маслорадиатор, там же вывод охлаждающего воздуха.
Вооружение - четыре синхронных пулемета калибра 7,62 мм. Также предусматривалась установка двух синхронных крупнокалиберных пулеметов. Максимальная бомбовая нагрузка составляла 200 кг. Для подвески бомб под нижним крылом были установлены встроенные бомбодержатели.

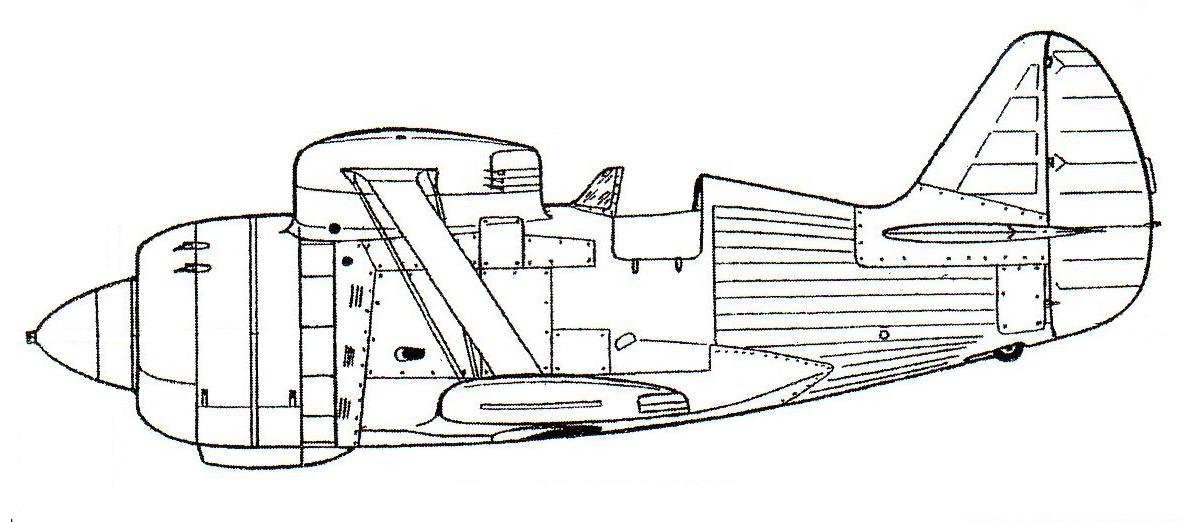
Левая проекция И-190 с двигателем М-88Р.

### Технические характеристики
- Экипаж: 1 человек
- Длина: 6,7 м
- Размах крыла: 10,0 м
- Высота: 3,55 м
- Площадь крыла: 24,83 м²
- Профиль крыла: Clark-YH
- Масса пустого: 1 761 кг
- Масса снаряженного:
- Нормальная взлетная масса: 2 212 кг
- Максимальная взлетная масса:
- Двигатель М-88Р
- Мощность: 1100 л.с.

### Лётные характеристики
- Максимальная скорость:
  - у земли: 420 км/ч
  - на высоте 5000 м: 488 км/ч
- Крейсерская скорость:
- Практическая дальность: 720 км
- Практический потолок: 12 400 м
- Скороподъёмность: 14,1 м/с
- Нагрузка на крыло: 89 кг/м²
- Тяговооружённость: 365 Вт/кг
- Максимальная эксплуатационная перегрузка:

### Вооружение
- Курсовое:
  - 4 × 7,62 мм пулемёта ШКАС или
  - 2 × 7,62 мм пулемёта ШКАС и 2 × 12,7 мм пулемёта УБС
- Бомбовая нагрузка: 200 кг
- Количество пилонов для бомб: 2 шт.